# Otto Lington

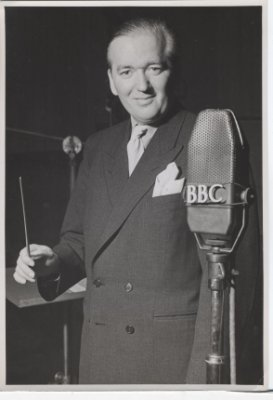
Otto Lington bei einem Konzert für die BBC.

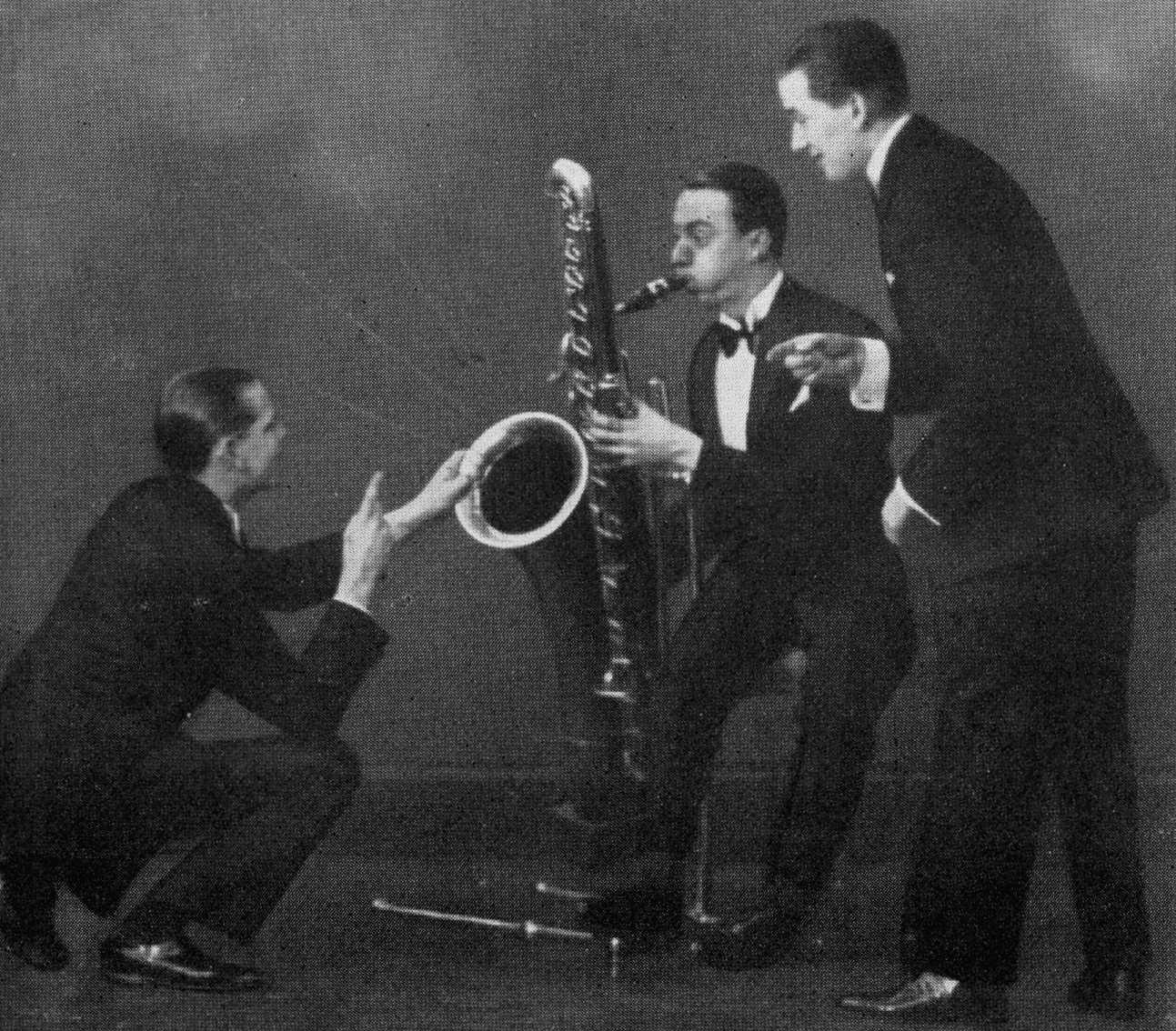
Otto Lington mit dem Trio We Three im Adlon in Kopenhagen 1927 (mit Leo Mathisen und Anker Skjoldborg).

Otto Carl Johan Lington (* 5. August 1903 in Kopenhagen; † 15. Dezember 1992 in Frederiksberg) war ein dänischer Musiker (Geige), Komponist, Bandleader und Musikverleger. Otto Lington gilt als Pionier der Jazzmusik in Dänemark.

## Leben und Wirken
Lington begann bereits als 14-Jähriger sich für Musik zu interessieren und schrieb erste professionelle Arrangements. In den 1920er- und 1930er-Jahren leitete er eigene Orchester, trat in mehreren Filmen auf und spielte in den Orchestern von Kai Ewans in Dänemark, Jack Harris in Schweden und Bernard Etté in Deutschland. Von 1927 bis 1928 gehörte er einem Trio mit Leo Mathisen und Anker Skjoldborg an. Er arrangierte 1929 das erste größere Jazzkonzert in Dänemark und hatte eine bedeutende Rolle bei der Einführung des Jazz in seinem Heimatland; in dieser Zeit hatte er den Spitznamen The White Negro. Mit seiner Band - Otto Lington and his Lingtonians spielte er eine Reihe von Titeln wie „Oh sikke en Niggerboy“ und „Gör någonting“ für Labels wie Columbia Records und Edison Bell ein. 1951/52 und von 1958 bis 1972 leitete Lington das Orchester in Vergnügungspark Tivoli in Kopenhagen. Er nahm 1957 beim Melodi Grand Prix mit der Gesangsnummer „Kærlighedens Cocktail“ teil; für den Eurovision Song Contest 1959 schrieb er den Song „Uh, jeg ville ønske, jeg var dig“ (dt.: Uh, ich wünschte, ich wäre du), der von Birthe Wilke vorgestellt wurde und den fünften Platz erreichte. Lington ist auf dem Friedhof Søndermark Kirkegård in Frederiksberg begraben.

## Diskographische Hinweise
- Jazz and Hot Dance in Denmark 1909–1953, Volume 15: Otto Lington/Leo Mathisen (Columbia)

## Filmografie
- 1932: Modärna fruar
- 1934: Unga hjärtan
- 1937: Mamma gifter sig